# Szew strzałkowy

Czaszka człowieka. Szew strzałkowy zaznaczony na czerwono

Szew strzałkowy, szew międzyciemieniowy (łac. sutura saggitalis) – szew czaszki łączący kości ciemieniowe. Jest szwem piłowatym.
U człowieka łączy silnie zazębione brzegi strzałkowe (górne) obu kości ciemieniowych, u płodów i małych dzieci przedłużając się do przodu w szew czołowy pomiędzy niezrośniętymi jeszcze kośćmi czołowymi.
Zarasta (kostnieje) u bydła domowego w połowie pierwszego roku życia, u świni domowej w 1–2 roku, u owcy domowej w 3–4 roku, u psa domowego w 4–5 roku, a u człowieka około 20–30 roku życia.